# Tetraplatia chuni
Tetraplatia chuni is een hydroïdpoliep uit de familie Tetraplatidae. De poliep komt uit het geslacht Tetraplatia. Tetraplatia chuni werd in 1909 voor het eerst wetenschappelijk beschreven door Carlgren. 